# Oratorio di San Biagio alla Tagliata
L'oratorio di San Biagio alla Tagliata è un luogo di culto cattolico situato presso la Torre di San Biagio ad Ansedonia, nel comune di Orbetello.

## Descrizione
L'edificio, che ingloba i resti di un mausoleo romano a tre absidi, mostra caratteri tardo medievali. Secondo la tradizione sarebbe stata fondata da monaci armeni, fuggiti da Bisanzio con varie reliquie, fra cui la venerata testa di san Biagio. Nel Quattrocento le reliquie furono portate a Siena e conseguentemente l'importanza della cappella decadde; in un momento successivo la testa di San Biagio fu riconsegnata alla cattedrale di Orbetello, dove è tuttora conservata.
La cappella, caduta in stato di abbandono, fu interdetta al culto nel 1693 da Paluzio Alfieri, abate delle Tre Fontane. Tracce di affreschi quattrocenteschi erano ancora leggibili nell'abside agli inizi del Novecento.